# Переможненский сельский совет (Акимовский район)
Переможненский сельский совет (укр. Переможненська сільська рада) — входит в состав
Якимовского района
Запорожской области
Украины.
Административный центр сельского совета находится в 
пос. Переможное
.

## История
- 1851 — дата образования.

## Населённые пункты совета
- пос. Переможное
- пос. Трудовое
- пос. Акимовское